# Hrabstwo Rush (Indiana)

Piramida wieku hrabstwa

Hrabstwo Rush (ang. Rush County) – hrabstwo w stanie Indiana w Stanach Zjednoczonych.

## Geografia
Według spisu z 2010 roku obszar całkowity hrabstwa obejmuje powierzchnię 408,46 mili2 (1057,91 km²), z czego 408,12 mili2 (1057,03 km²) stanowią lądy, a 0,34 mili2 (0,88 km²) stanowią wody. Według szacunków United States Census Bureau w roku 2012 miało 17 095 mieszkańców. Jego siedzibą administracyjną jest Rushville.

### Miasta
- Carthage
- Rushville

### CDP
- Arlington
- Manilla
- Milroy